# 207 East 32nd Street
207 East 32nd Street es un edificio histórico ubicado entre la Segunda Avenida y la Tercera Avenida avenida en el barrio de Kips Bay de Manhattan en la ciudad de Nueva York. Diseñado por el arquitecto Robert T. Lyons, el edificio se completó en 1902 como casa club para la Asociación Central Tammany, reemplazando el antiguo edificio de la organización que había ocupado el sitio. Posteriormente fue utilizado como juzgado municipal entre 1911 y 1939 y reconvertido en oficinas en la década de 1950.
El edificio fue comprado en 1965 por los diseñadores gráficos Milton Glaser y Seymour Chwast, quienes trasladaron su empresa Push Pin Studios al sitio. El edificio sirvió como sede de la revista New York desde la fundación de la publicación en 1968 hasta 1974. En este lugar también empezó a publicarse en 1971 la revista Ms.. Glaser continuó utilizando el edificio como su estudio hasta 2019. La propiedad fue comprada en 2020 por The New York Review of Books; la revista trasladó su oficina al edificio en el otoño de 2023.

## Historia
El edificio se completó originalmente en 1902 como casa club para la Asociación Central de Tammany para servir como reemplazo de su antigua casa ubicada en 207 East 32nd Street. Dirigida por Richard Croker, la Asociación Central de Tammany fue uno de los distritos locales de la organización política Tammany Hall. Los planes para un nuevo edificio de cuatro pisos en el sitio se presentaron el 12 de junio de 1901. La nueva estructura se construyó en un lote de terreno con un frente de 24,7 pies (7,5 m) y una profundidad de 98,9 pies (30,1 m) a un costo de US$40 000.
Considerada en su día como «el distrito más fuerte de Tammany», la Asociación Central de Tammany comenzó a perder su influencia tras la creación del cercano Club Cívico y atravesó problemas financieros tras la pérdida de miembros, por lo que tuvo que hipotecar la propiedad. La organización decidió trasladarse a otro lugar y arrendó su edificio a la ciudad a partir de 1911, que utilizó el sitio para el Juzgado Municipal del Cuarto Distrito. Ese mismo año, la Asociación Central de Tammany compró el 226 East 32nd Street para que sirviera como su casa club, que era un edificio de cuatro pisos ubicado en la misma cuadra. El número 207 de la calle 32 Este continuó alquilado por la ciudad a la Asociación Central de Tammany hasta 1939, cuando la ciudad finalizó su contrato de arrendamiento y trasladó el palacio de justicia al 325 East 38th Street. La propiedad pasó a manos del Banco de Ahorros de Emigrantes tras una subasta de ejecución de hipoteca en mayo de 1940. El banco vendió la propiedad a Nelson A. Miller más tarde ese año.

Milton Glaser en su estudio en 1987.

En la década de 1950, el número 207 de la calle 32 Este se había convertido en oficinas. La arquitecta Marcia Mead trasladó su oficina al edificio en 1952. En 1965, Milton Glaser y Seymour Chwast compraron 207 East 32nd Street y trasladaron su empresa Push Pin Studios al edificio. Junto con Clay Felker, Glaser fundó la revista New York en el sitio en 1968; la revista permaneció en el lugar hasta 1974. La revista Ms. también comenzó a publicarse en el edificio en 1971 como un suplemento de la revista New York. Glaser dejó Push Pin Studios en 1974 y formó Milton Glaser Inc., que operó en el edificio hasta 2019.
En 2017, la cuadra donde se ubica el edificio pasó a llamarse «Ms. Magazine Way» en honor al lugar donde se lanzó la publicación y se erigió un nuevo letrero en la esquina sureste de la Tercera Avenida y la Calle 32 Este. El 15 de noviembre de 2017 se celebró una ceremonia de dedicación para el cambio de nombre de la calle, a la que asistió Gloria Steinem, cofundadora de la revista Ms., junto con Rosie Méndez, la concejal local que patrocinó la legislación para cambiar el nombre de la calle.
Glaser decidió poner el edificio a la venta en 2019, cuando se acercaba a su 90.º cumpleaños y su salud se estaba deteriorando. El edificio de 9000 pies cuadrados (836 m²) se vendió por 7,5 millones de dólares en 2020 a The New York Review of Books. La revista trasladó su oficina al edificio en el otoño de 2023.

## Arquitectura

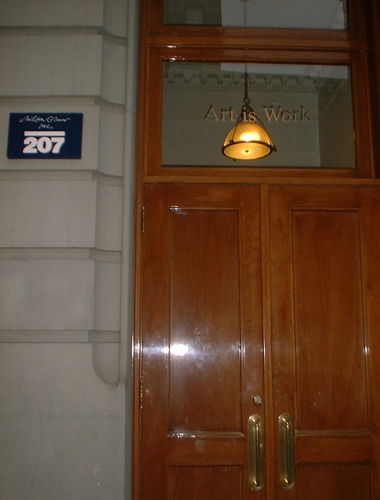
La entrada principal al estudio de Glaser en 2003.

La casa fue diseñada en estilo Beaux Arts por el arquitecto Robert T. Lyons. La fachada decorativa del edificio consiste en ladrillo rojo y piedra caliza con dos balcones ornamentales y un techo abuhardillado, que Christopher Gray de The New York Times describió como «llamativo para la calle 32 al este de la Tercera Avenida El» y «digno de cualquier lote en la Quinta Avenida». La entrada principal del edificio originalmente contenía una escalera; la entrada fue modificada posteriormente para incluir una travesaño con el lema Art is Work («El arte es trabajo») grabado en el vidrio.
El diseño de Lyon para la casa club de la Asociación Central de Tammany incluía un vestíbulo y una gran escalera junto con una sala de reuniones que contenía una plataforma elevada. El segundo piso constaba de una biblioteca, salas de juego y salones; el tercer piso contenía salas de comité y de billar; el piso superior incluía el apartamento del superintendente, un gimnasio y un baño con ducha. En el sótano se añadió un espacio recreativo adicional para jugar a los bolos y al tejo. En los pisos del edificio se utilizaron pasillos de mármol y pisos de mosaico. Según The Sun, el edificio «era uno de los clubes políticos mejor equipados de la ciudad» y tenía «todas las comodidades necesarias para la vida de club».